# Eugenius II van Constantinopel
Eugenius II (Grieks: Ευγένιος Β΄) (Philippopel, 1780 - Constantinopel, 1822) was patriarch van Constantinopel van 10 april 1821 tot 27 juli 1822.
Eugenius II was een van de orthodoxe bisschoppen die samen met patriarch Gregorius V gevangen werd genomen door de Turkse sultan Mahmut II toen in 1821 de Griekse Onafhankelijkheidsoorlog uitbrak. Gregorius V werd door de Turken werd opgehangen aan de hoofdpoort van het Oecumenische Patriarchaat. Aartsbisschop Eugenius werd toen tot nieuwe patriarch gekozen.